# Cephalotes brevispineus
Cephalotes brevispineus är en myrart som beskrevs av De Andrade 1999. Cephalotes brevispineus ingår i släktet Cephalotes och familjen myror. Inga underarter finns listade.